# Röskär (vid Äpplö, Houtskär)
Röskär är en ö i Finland. Den ligger i Skärgårdshavet vid Äpplö i Houtskär i kommunen Pargas i den ekonomiska regionen  Åboland i landskapet Egentliga Finland, i den sydvästra delen av landet. Ön ligger omkring 62 kilometer väster om Åbo och omkring 210 kilometer väster om Helsingfors.
Öns area är 2,9 hektar och dess största längd är 250 meter i nord-sydlig riktning. Ön höjer sig omkring 10 meter över havsytan.